# 馬島蝟亞目
馬島蝟亞目（學名：Tenrecomorpha）為非洲獸總目非洲蝟目下的一個亞目，包含了獺鼩科與馬島蝟科，僅發現於非洲大陸赤道地區以及馬達加斯加，兩科於約5,300萬~4,700萬年前分家。獺鼩科最初是作為亞科置於馬島蝟科下，之後才提升為獨立的科，與馬島蝟科共同置於馬島蝟亞目下，牠們為半水生的肉食性動物，能透過感覺毛於水中搜尋獵物。馬島蝟亞目也包含了部分已滅絕屬，例如近土豚屬，是外型近似現存土豚的穴居食蟲動物。
馬島蝟總科的共同祖先被認為是於3,700萬~2,900萬年前單次性的從非洲渡海傳播至馬達加斯加，並透過輻射適應佔據了多樣的生態位，展現了趨同演化，外型趨同的物種包括刺蝟、鼩鼱、負鼠與老鼠。所有馬島蝟總科的物種均具有一定程度的雜食性，並主要以無脊椎動物為食。